# Marian Arahuetes
Marian Arahuetes Castaño (Madrid, España, 4 de marzo de 1987) es una actriz española conocida por su papel de Isabel Beneito en la serie Gran Hotel, para el papel de Pilar Lloveras en la serie Amar es para siempre y por el papel de Adela en la telenovela Acacias 38.

## Biografía
Marian Arahuetes nació el 4 de marzo de 1987 en Madrid, desde pequeña ha cultivado la pasión por la actuación.

## Carrera
Marian Arahuetes es una actriz española que realizó sus estudios de interpretación en diversos lugares como la Compañía Nacional Teatro Clásico de Madrid, el Taller Jóvenes Actores del Teatro La Abadía de Madrid, la Central de Cine de Madrid y la Real Escuela Superior de Arte Dramático de Madrid (R.E.S.A.D.) dónde realizó cursos de esgrima, lucha escénica, verso, técnica vocal e interpretación textual.
Su primera aparición en la pantalla chica fue en 2006, cuando interpretó el papel de Mina en la película Diente por ojo dirigida por Eidvind Holmboe. En 2009 interpretó el papel de Orpha en la película Mujeres de la Biblia, la historia de Ruth dirigida por Denise M. Goodwin. 
En 2011 protagonizó la serie 14 de abril. La República. Al año siguiente, en 2012, interpretó el papel de Sor Beatriz en la serie Bandolera.
En 2012 y 2013 interpretó el papel de Isabel Beneito en Gran Hotel. En 2013 interpretó el papel de Candela en la serie Cosas de sofá. Ese mismo año interpretó el papel de Lourdes en la serie Gran Reserva: El origen. En 2013 interpretó el papel de Virginia en la caricatura V de Virginia de Máster Globomedia.
En 2013 y 2014 interpretó el papel de Pilar Lloveras en la serie Amar es para siempre.
En 2015 interpretó el papel de Lina en la película Constelación urbana dirigida por Luis Galán. Al año siguiente, en 2016, protagonizó el largometraje Le Ve dirigido por ella misma.
En 2017 interpretó el papel de Catalina en la serie Seis hermanas. También en el mismo año protagonizó la película Red de libertad.
También en 2017 se incorporó al elenco de la telenovela Acacias 38 donde interpretó el papel de Adela hasta 2018, cuando murió su personaje.

## Filmografía

### Cine
| Año  | Título                                    | Personaje         | Director          |
| ---- | ----------------------------------------- | ----------------- | ----------------- |
| 2006 | Diente por ojo                            | Mina              | Eidvind Holmboe   |
| 2009 | Mujeres de la Biblia, la historia de Ruth | Orpha             | Denise M. Goodwin |
| 2017 | Red de libertad                           | Suzette           | Pablo Moreno      |
| 2021 | Petra de San José                         | Petra de San José | Pablo Moreno      |
| 2023 | La sirvienta                              |                   | Pablo Moreno      |
| 2024 | Pastoris                                  | Justa             | Pablo Moreno      |

### Televisión
| Año       | Título                    | Personaje         | Notas         |
| --------- | ------------------------- | ----------------- | ------------- |
| 2011      | 14 de abril. La República |                   | serie TV      |
| 2012      | Bandolera                 | Sor Beatriz       | serie TV      |
| 2012-2013 | Gran Hotel                | Isabel Beneito    | serie TV      |
| 2013      | Cosas de sofá             | Candela           | serie TV      |
| 2013      | Gran Reserva: El origen   | Lourdes           | serie TV      |
| 2013-2014 | Amar es para siempre      | Pilar Lloveras    | serie TV      |
| 2016      | La que se avecina         | Compañera de piso | serie TV      |
| 2017      | Seis hermanas             | Catalina          | serie TV      |
| 2017-2018 | Acacias 38                | Adela             | 163 episodios |

### Cortometrajes
| Año  | Título              | Personaje  | Director          |
| ---- | ------------------- | ---------- | ----------------- |
| 2013 | V de Virginia       | Virginia   | Máster Globomedia |
| 2015 | Constelación urbana | Lina       | Luis Galán        |
| 2016 | Le Ve               | Ella misma | Marian Arahuetes  |

## Teatro
- El rey loco, como Henriette. Dir. Ernesto Caballero y Lourdes Ortiz, en el XII Ciclo SGAE de lecturas dramatizadas (2006)
- Juego de masacre Dir. Jesús Salgado y Eugène Ionesco, en la compañía Teatro el duende (2008)
- Además fue elegida para representar a la R.E.S.A.D. en el Encuentro Digital de Escuelas de teatro Teatro Libre en Bogotá (2009)
- Liturgia de un asesinato, como Alexia. Dir. Antonio Castri Guijosa y Verónica Fernández (2014)

## Premios y nominaciones
- Premio Actriz revelación, como Enriqueta por Sabiondas de Molière en el X Certamen de Teatro Clásico “La vida es sueño” de Moratalaz (Madrid) (2009)